# 伊塔贝拉巴
伊塔贝拉巴（葡萄牙語：Itaberaba）是巴西巴伊亚州的一个市镇。总面积2357.185平方公里，总人口61490人，人口密度26.1人/平方公里。